# Betrideildin (2022)
Betrideildin 2022 – 80. edycja najwyższych w hierarchii rozgrywek ligowych piłki nożnej, mająca na celu wyłonienie mistrza Wysp Owczych. W rozgrywkach brało udział 10 klubów z całego archipelagu. W 2018 roku sponsorem tytularnym rozgrywek został bank Betri. Przyjęto w związku z tym nową nazwę – Betrideildin, która obowiązywała w roku 2022.
Spośród dziesięciu klubów biorących udział w Betrideildin 2022 dwa na koniec sezonu zostały zdegradowane do niższego poziomu rozgrywek – 1.deild. Były to NSÍ Runavík z miejsca dziewiątego i Skála z dziesiątego.
KÍ Klaksvík zdobył drugi tytuł z rzędu, a 20. w swojej historii.

## Uczestnicy
| Uczestnicy Betrideildin 2021                                                                                  | Uczestnicy Betrideildin 2021 | Uczestnicy Betrideildin 2021 | Uczestnicy Betrideildin 2021 |
| --- | ---------------------------- | ---------------------------- | ---------------------------- |
| KÍ | KÍ Klaksvík                  | Klaksvík                     | 1                            |
| HB | HB Tórshavn                  | Tórshavn                     | 2                            |
| VÍK | Víkingur Gøta                | Norðragøta                   | 3                            |
| NSÍ | NSÍ Runavík                  | Runavík                      | 4                            |
| B36 | B36 Tórshavn                 | Tórshavn                     | 5                            |
| 07V | 07 Vestur                    | Sandavágur / Sørvágur        | 6                            |
| EBS | EB/Streymur                  | Eiði / Streymnes             | 7                            |
| B68 | B68 Toftir                   | Toftir                       | 8                            |
| Awans z 1. deild 2021                                                                                         |                              |                              |                              |
| SKÁ | Skála ÍF                     | Skála                        | 1                            |
| AB | AB Argir                     | Argir                        | 3                            |
| Oznaczenia: - kolumna pierwsza – skróty nazw drużyn, - kolumna trzecia – miejsce zajęte w poprzednim sezonie. |                              |                              |                              |

## Rozgrywki

### Tabela
| Lp. | Drużyna          | M  | Z  | R | P  | B+ | B- | +/– | Pkt | Kwalifikacja lub spadek                               |
| --- | ---------------- | -- | -- | - | -- | -- | -- | --- | --- | ----------------------------------------------------- |
| 1   | KÍ Klaksvík (M)  | 27 | 25 | 2 | 0  | 78 | 7  | +71 | 77  | Liga Mistrzów UEFA • I runda kwalifikacyjna           |
| 2   | Víkingur (P)     | 27 | 18 | 4 | 5  | 69 | 24 | +45 | 58  | Liga Konferencji Europy UEFA • I runda kwalifikacyjna |
| 3   | Havnar Bóltfelag | 27 | 17 | 4 | 6  | 56 | 27 | +29 | 55  | Liga Konferencji Europy UEFA • I runda kwalifikacyjna |
| 4   | B36 Tórshavn     | 27 | 11 | 5 | 11 | 48 | 29 | +19 | 38  | Liga Konferencji Europy UEFA • I runda kwalifikacyjna |
| 5   | EB/Streymur      | 27 | 10 | 5 | 12 | 31 | 54 | −23 | 35  |                                                       |
| 6   | B68 Toftir       | 27 | 9  | 3 | 15 | 37 | 50 | −13 | 30  |                                                       |
| 7   | 07 Vestur        | 27 | 7  | 8 | 12 | 34 | 61 | −27 | 29  |                                                       |
| 8   | AB Argir         | 27 | 8  | 5 | 14 | 33 | 63 | −30 | 29  |                                                       |
| 9   | NSÍ Runavík (S)  | 27 | 6  | 3 | 18 | 31 | 59 | −28 | 21  | Spadek do 1. deild                                    |
| 10  | Skála (S)        | 27 | 1  | 7 | 19 | 25 | 68 | −43 | 10  | Spadek do 1. deild                                    |

### Miejsca po danych kolejkach
| Drużyna \ Kolejka | 1           | 2  | 3  | 4  | 5  | 6  | 7  | 8  | 9  | 10 | 11 | 12 | 13 | 14 | 15 | 16 | 17 | 18 | 19 | 20 | 21 | 22 | 23 | 24 | 25 | 26 | 27 |   |
| ----------------- | ----------- | -- | -- | -- | -- | -- | -- | -- | -- | -- | -- | -- | -- | -- | -- | -- | -- | -- | -- | -- | -- | -- | -- | -- | -- | -- | -- | - |
| Drużyna \ Kolejka | KÍ Klaksvík | 2  | 2  | 2  | 1  | 1  | 1  | 1  | 1  | 1  | 1  | 1  | 1  | 1  | 1  | 1  | 1  | 1  | 1  | 1  | 1  | 1  | 1  | 1  | 1  | 1  | 1  | 1 |
| Víkingur          | 5           | 5  | 5  | 3  | 3  | 3  | 2  | 2  | 2  | 2  | 2  | 2  | 2  | 2  | 2  | 2  | 2  | 2  | 2  | 2  | 2  | 2  | 2  | 2  | 2  | 2  | 2  |   |
| Havnar Bóltfelag  | 3           | 1  | 1  | 2  | 2  | 2  | 3  | 3  | 4  | 4  | 4  | 3  | 3  | 3  | 3  | 3  | 3  | 3  | 3  | 3  | 3  | 3  | 3  | 3  | 3  | 3  | 3  |   |
| B36 Tórshavn      | 1           | 3  | 4  | 7  | 5  | 4  | 4  | 4  | 3  | 3  | 3  | 4  | 5  | 4  | 4  | 4  | 4  | 4  | 4  | 4  | 4  | 4  | 4  | 4  | 4  | 4  | 4  |   |
| EB/Streymur       | 6           | 4  | 6  | 4  | 4  | 5  | 5  | 5  | 5  | 5  | 5  | 5  | 4  | 5  | 5  | 5  | 5  | 6  | 6  | 5  | 5  | 5  | 5  | 5  | 5  | 5  | 5  |   |
| B68 Toftir        | 9           | 9  | 3  | 5  | 6  | 8  | 8  | 8  | 9  | 10 | 10 | 10 | 9  | 9  | 9  | 9  | 9  | 9  | 9  | 8  | 9  | 8  | 7  | 7  | 8  | 8  | 6  |   |
| 07 Vestur         | 7           | 7  | 8  | 9  | 7  | 7  | 6  | 6  | 6  | 7  | 8  | 8  | 8  | 8  | 7  | 8  | 8  | 8  | 8  | 6  | 6  | 6  | 6  | 6  | 6  | 6  | 7  |   |
| AB Argir          | 8           | 8  | 10 | 6  | 8  | 9  | 9  | 9  | 8  | 6  | 6  | 7  | 6  | 6  | 6  | 7  | 7  | 7  | 7  | 9  | 7  | 9  | 9  | 8  | 7  | 7  | 8  |   |
| NSÍ Runavík       | 4           | 6  | 7  | 8  | 9  | 6  | 7  | 7  | 7  | 8  | 7  | 6  | 7  | 7  | 8  | 6  | 6  | 5  | 5  | 7  | 8  | 7  | 8  | 9  | 9  | 9  | 9  |   |
| Skála             | 10          | 10 | 9  | 10 | 10 | 10 | 10 | 10 | 10 | 9  | 9  | 9  | 10 | 10 | 10 | 10 | 10 | 10 | 10 | 10 | 10 | 10 | 10 | 10 | 10 | 10 | 10 |   |

### Wyniki spotkań
| Gospodarz \ Gość | ABA | B36 | EBS | HAV | KÍ  | NSÍ | SKA | TOF | VES | VÍK | ABA | B36 | EBS | HAV | KÍ  | NSÍ | SKA | TOF | VES | VÍK |
| ---------------- | --- | --- | --- | --- | --- | --- | --- | --- | --- | --- | --- | --- | --- | --- | --- | --- | --- | --- | --- | --- |
| AB Argir         |     | 0–3 | 1–1 | 1–3 | 0–2 | 2–3 | 2–1 | 4–1 | 3–3 | 0–0 |     | 0–5 |     | 2–1 |     | 1–2 | 2–0 | 0–3 |     |     |
| B36 Tórshavn     | 1–2 |     | 5–0 | 0–1 | 0–1 | 1–1 | 5–1 | 4–1 | 3–0 | 0–3 |     |     |     | 0–3 |     |     | 5–0 | 3–1 |     | 0–0 |
| EB/Streymur      | 1–0 | 1–5 |     | 1–4 | 0–2 | 3–4 | 1–0 | 2–1 | 3–0 | 1–2 | 1–1 | 3–2 |     |     | 0–6 | 1–0 |     |     | 0–3 |     |
| Havnar Bóltfelag | 3–0 | 1–0 | 2–2 |     | 1–2 | 5–1 | 3–0 | 1–2 | 2–2 | 2–1 |     |     | 2–0 |     |     | 3–1 |     |     | 3–0 | 2–1 |
| KÍ Klaksvík      | 6–1 | 1–0 | 3–0 | 2–0 |     | 4–2 | 8–0 | 2–0 | 3–0 | 1–0 | 4–1 | 1–1 |     | 1–0 |     |     |     | 3–0 | 2–0 |     |
| NSÍ Runavík      | 1–4 | 0–2 | 0–1 | 0–2 | 0–4 |     | 2–1 | 0–2 | 0–1 | 1–3 |     | 1–2 |     |     | 0–3 |     |     | 2–3 | 1–1 |     |
| Skála            | 5–0 | 1–1 | 0–0 | 2–3 | 0–3 | 1–4 |     | 1–2 | 0–0 | 1–3 |     |     | 0–1 | 1–1 | 0–1 | 1–1 |     |     | 0–1 |     |
| B68 Toftir       | 0–1 | 1–0 | 0–1 | 1–1 | 0–5 | 0–1 | 2–2 |     | 0–1 | 0–4 |     |     | 1–1 | 0–1 |     |     | 7–2 |     |     | 0–6 |
| 07 Vestur        | 1–3 | 0–1 | 5–4 | 0–4 | 0–6 | 3–2 | 2–0 | 1–0 |     | 2–3 | 1–1 | 1–1 |     |     |     |     |     | 2–6 |     | 1–1 |
| Víkingur         | 4–1 | 2–1 | 1–2 | 4–2 | 0–0 | 3–0 | 4–2 | 2–1 | 6–1 |     | 7–0 |     | 4–0 |     | 1–2 | 2–1 | 2–0 |     |     |     |

## Statystyki

### Bramki, kartki
| Kolejka                                         | Rozegrane mecze | Strzelone gole | Średnia goli na mecz | Pokazane kartki | Pokazane kartki | Średnia kartek na mecz | Kolejka | Rozegrane mecze | Strzelone gole | Średnia goli na mecz | Pokazane kartki | Pokazane kartki | Średnia kartek na mecz | Kolejka | Rozegrane mecze | Strzelone gole | Średnia goli na mecz | Pokazane kartki | Pokazane kartki | Średnia kartek na mecz |
| ----------------------------------------------- | --------------- | -------------- | -------------------- | --------------- | --------------- | ---------------------- | ------- | --------------- | -------------- | -------------------- | --------------- | --------------- | ---------------------- | ------- | --------------- | -------------- | -------------------- | --------------- | --------------- | ---------------------- |
| 1                                               | 5               | 24             | 4,80                 | 26              | 0               | 5,20                   | 10      | 5               | 25             | 5,00                 | 18              | 1               | 3,80                   | 19      | 5               | 16             | 3,20                 | 16              | 1               | 3,40                   |
| 2                                               | 5               | 20             | 4,00                 | 29              | 0               | 5,80                   | 11      | 5               | 12             | 2,40                 | 20              | 2               | 4,40                   | 20      | 5               | 13             | 2,60                 | 16              | 0               | 3,20                   |
| 3                                               | 5               | 10             | 2,00                 | 17              | 1               | 3,60                   | 12      | 5               | 14             | 2,80                 | 15              | 0               | 3,00                   | 21      | 5               | 10             | 2,00                 | 14              | 0               | 2,80                   |
| 4                                               | 5               | 15             | 3,00                 | 22              | 1               | 4,60                   | 13      | 5               | 13             | 2,60                 | 18              | 0               | 3,60                   | 22      | 5               | 16             | 3,20                 | 25              | 0               | 5,00                   |
| 5                                               | 5               | 20             | 4,00                 | 22              | 1               | 4,60                   | 14      | 5               | 12             | 2,40                 | 22              | 0               | 4,40                   | 23      | 5               | 15             | 3,00                 | 13              | 0               | 2,60                   |
| 6                                               | 5               | 22             | 4,40                 | 17              | 0               | 3,40                   | 15      | 5               | 24             | 4,80                 | 23              | 1               | 4,80                   | 24      | 5               | 11             | 2,20                 | 20              | 3               | 4,60                   |
| 7                                               | 5               | 19             | 3,80                 | 16              | 0               | 3,20                   | 16      | 5               | 14             | 2,80                 | 15              | 3               | 3,60                   | 25      | 5               | 8              | 1,60                 | 13              | 1               | 2,80                   |
| 8                                               | 5               | 14             | 2,80                 | 24              | 2               | 5,20                   | 17      | 5               | 20             | 4,00                 | 15              | 1               | 3,20                   | 26      | 5               | 20             | 4,00                 | 23              | 1               | 4,80                   |
| 9                                               | 5               | 13             | 2,60                 | 19              | 0               | 3,80                   | 18      | 5               | 21             | 4,20                 | 25              | 0               | 5,00                   | 27      | 5               | 21             | 4,20                 | 22              | 1               | 4,60                   |
| Podsumowanie sezonu                             |                 |                |                      |                 |                 |                        |         |                 |                |                      |                 |                 |                        |         |                 |                |                      |                 |                 |                        |
| \| 135 \| 442 \| 3,274 \| 525 \| 20 \| 4,037 \| |                 |                |                      |                 |                 |                        |         |                 |                |                      |                 |                 |                        |         |                 |                |                      |                 |                 |                        |
|                                                 |                 |                |                      |                 |                 |                        |         |                 |                |                      |                 |                 |                        |         |                 |                |                      |                 |                 |                        |
| 135                                             | 442             | 3,274          | 525                  | 20              | 4,037           |                        |         |                 |                |                      |                 |                 |                        |         |                 |                |                      |                 |                 |                        |

Ostatnia aktualizacja: 2022-10-22. Źródło:.

### Najlepsi strzelcy
| Bramki | Strzelcy             | Drużyna          |
| ------ | -------------------- | ---------------- |
| 20     | Sølvi Vatnhamar      | Víkingur         |
| 18     | Páll Klettskarð      | KÍ Klaksvík      |
| 17     | Jóannes Bjartalíð    | KÍ Klaksvík      |
| 13     | Stefan Radosavljevic | Havnar Bóltfelag |
| 12     | Mads Borchers        | 07 Vestur        |
| 11     | Árni Frederiksberg   | KÍ Klaksvík      |
| 11     | Michał Przybylski    | B36 Tórshavn     |
| 11     | Uroš Stojanov        | Skála            |
| 10     | Pætur Petersen       | Havnar Bóltfelag |
| 9      | Martin Klein         | Víkingur         |
| 9      | Klæmint Olsen        | NSÍ Runavík      |

### Hat-tricki
| Gracz (klub)                    | Spotkanie                  | Rezultat | Kolejka | Data             |
| ------------------------------- | -------------------------- | -------- | ------- | ---------------- |
| Mads Borchers (07 Vestur)       | 07 Vestur – NSÍ Runavík    | 3:2      | 7.      | 24 kwietnia 2022 |
| Sølvi Vatnhamar (Víkingur Gøta) | B68 Toftir – Víkingur Gøta | 0:6      | 10.     | 14 maja 2022     |
| Jóannes Bjartalíð (KÍ Klaksvík) | 07 Vestur – KÍ Klaksvík    | 0:6      | 10.     | 15 maja 2022     |
| Andreas Olsen (Víkingur Gøta)   | Víkingur Gøta – AB Argir   | 7:0      | 12.     | 26 maja 2022     |

Stan na: 3 czerwca 2022

## Trenerzy i kapitanowie
| Klub          | Trener                | Trener                  | Kapitan               | Kapitan |
| ------------- | --------------------- | ----------------------- | --------------------- | ------- |
| 07 Vestur     | Michael Schjønberg    | od 13 stycznia 2022     | Høgni Nielsen         |         |
| AB Argir      | Sámal Erik Hentze     | od 7 grudnia 2021       | Jákup Pauli Breckmann |         |
| B36 Tórshavn  | Dan Brimsvík          | od 23 października 2020 | Eli Nielsen           |         |
| B68 Toftir    | Øssur Hansen          | od 1 sierpnia 2019      | Aleksandur Jensen     |         |
| EB/Streymur   | Jákup Martin Joensen  | od 28 października 2018 | Andras Olsen          |         |
| HB Tórshavn   | Kim Engstrøm          | od 12 stycznia 2022     | Teitur Gestsson       |         |
| KÍ Klaksvík   | Mikkjal Thomassen     | od 13 listopada 2014    | Jákup Andreasen       |         |
| NSÍ Runavík   | Todi Jónsson          | od 14 stycznia 2022     | Tórður Thomsen        |         |
| Skála ÍF      | Michael Bjørn Nielsen | od 12 stycznia 2022     | Jákup Jakobsen        |         |
| Víkingur Gøta | Jóhan Petur Poulsen   | od 1 września 2020      | Atli Gregersen        |         |

### Zmiany trenerów
| Klub          | Były trener          | Data odejścia    | Powód                 | Nowy trener           | Data zatrudnienia |
| ------------- | -------------------- | ---------------- | --------------------- | --------------------- | ----------------- |
| Przed sezonem |                      |                  |                       |                       |                   |
| AB Argir      | Dimitrije Janković   | 7 grudnia 2021   | zakończenie kontraktu | Sámal Erik Hentze     | 7 grudnia 2021    |
| HB Tórshavn   | Kevin Schindler      | 10 stycznia 2022 | rozwiązanie kontraktu | Kim Engstrøm          | 12 stycznia 2022  |
| Skála ÍF      | Sorin Anghel         | 12 stycznia 2022 | zakończenie kontraktu | Michael Bjørn Nielsen | 12 stycznia 2022  |
| 07 Vestur     | Magnus Powell        | 4 stycznia 2022  | rezygnacja            | Michael Schjønberg    | 13 stycznia 2022  |
| NSÍ Runavík   | Bill McLeod Jacobsen | 14 stycznia 2022 |                       | Todi Jónsson          | 14 stycznia 2022  |

## Sędziowie
Następujący arbitrzy sędziowali poszczególne mecze Betrideildin 2022:
| Kraj        | Imię i nazwisko        | Klub          | Data urodzenia | Debiut w Betrideildin | Mecze w Betrideildin | Mecze w sezonie 2022 |
| ----------- | ---------------------- | ------------- | -------------- | --------------------- | -------------------- | -------------------- |
| Wyspy Owcze | Bjarki Danielsen       | NSÍ Runavík   | 29.10.1984     | 2017                  | 49                   | 1                    |
| Wyspy Owcze | Jóhan Hendrik Ellefsen | MB Miðvágur   | 05.08.1987     | 2017                  | 67                   | 8                    |
| Wyspy Owcze | Dagfinn Forná          | NSÍ Runavík   | 30.03.1979     | 2001                  | 313                  | 7                    |
| Wyspy Owcze | Rúni Gaardbo           | B68 Toftir    | 27.11.1977     | 2003                  | 252                  | 9                    |
| Wyspy Owcze | Kári á Høvdanum        | Víkingur Gøta | 06.04.1990     | 2014                  | 124                  | 8                    |
| Wyspy Owcze | Rúni Olsen             | MB Miðvágur   | 06.11.1980     | 2019                  | 15                   | 3                    |
| Wyspy Owcze | Eiler Rasmussen        | Skála ÍF      | 20.05.1977     | 1997                  | 355                  | 7                    |
| Wyspy Owcze | Petur Reinert          | Víkingur Gøta | 28.02.1978     | 1999                  | 321                  | 7                    |
| Wyspy Owcze | Rani Skaalum           | Undrið FF     | 15.11.1983     | 2019                  | 12                   | 2                    |
| Brazylia    | Alex Troleis           | B68 Toftir    | 04.06.1980     | 2011                  | 156                  | 7                    |
| Wyspy Owcze | Áron Sofus Vest        | KÍ Klaksvík   | 26.09.1994     | 2019                  | 10                   | 1                    |

## Stadiony
| AB Argir            |
| ------------------- |
| Skansi Arena, Argir |
| Pojemność: 1400     |
|                     |

| KÍ Klaksvík              |
| ------------------------ |
| við Djúpumýrar, Klaksvík |
| Pojemność: 2500          |
|                          |

| Víkingur Gøta          |
| ---------------------- |
| Sarpugerði, Norðragøta |
| Pojemność: 1600        |
|                        |

| NSÍ Runavík        |
| ------------------ |
| við Løkin, Runavík |
| Pojemność: 1500    |
|                    |

| 07 Vestur              |
| ---------------------- |
| á Dungasandi, Sørvágur |
| Pojemność: 1400        |
|                        |

| EB/Streymur            |
| ---------------------- |
| við Margáir, Streymnes |
| Pojemność: 2000        |
|                        |

| B36 Tórshavn HB Tórshavn             |
| ------------------------------------ |
| Gundadalur (Ovari Vøllur), Thorshavn |
| Pojemność: 4000                      |
|                                      |

| B68 Toftir          |
| ------------------- |
| Svangaskarð, Toftir |
| Pojemność: 4000     |
|                     |

| Skála ÍF                |
| ----------------------- |
| undir Mýruhjalla, Skála |
| Pojemność: 1200         |
|                         |